# Malinovka (del av en befolkad plats)
Malinovka (ryska: Малиновка) är en del av en stadsdel i Minsk i Belarus.   Den ligger i voblasten Minsks voblast, i den centrala delen av landet, 10 km sydväst om stadscentrum. Malinovka ligger 238 meter över havet och antalet invånare är 105 000.
Terrängen runt Malinovka är platt, och sluttar österut. Runt Malinovka är det mycket tätbefolkat, med 1 886 invånare per kvadratkilometer.. Närmaste större samhälle är Horad Mіnsk, 9,7 km nordost om Malinovka.
Trakten runt Malinovka består till största delen av jordbruksmark.